# Rigaud
Rigaud (en francès Rigaud) és un municipi francès situat al departament dels Alps Marítims i a la regió de Provença – Alps – Costa Blava.

## Demografia
| 1962                                       | 1968 | 1975 | 1982 | 1990 | 1999 | 2006 |
| ------------------------------------------ | ---- | ---- | ---- | ---- | ---- | ---- |
| 117                                        | 117  | 111  | 141  | 165  | 146  | 197  |
| Des de 1962: població sense dobles comptes |      |      |      |      |      |      |

## Administració
| Període   | Identitat          | Partit |
| --------- | ------------------ | ------ |
| 1944-1947 | Prosper Baylon     |        |
| 1947-1974 | Yvan Féraud        |        |
| 1974-1983 | Firmin Champoussin |        |
| 1983-     | Jean-Pierre Crulli |        |